# Aphyonus brevidorsalis
Aphyonus brevidorsalis är en fiskart som beskrevs av Nielsen, 1969. Aphyonus brevidorsalis ingår i släktet Aphyonus och familjen Aphyonidae. Inga underarter finns listade i Catalogue of Life.